# دوغ ارين
دوغ ارين (بالإنجليزية: Doug Warren)‏ (18 مارس 1981 ببلاتين في الولايات المتحدة - ) هو لاعب كرة قدم أمريكي في مركز حراسة المرمى. شارك مع منتخب الولايات المتحدة تحت 20 سنة لكرة القدم ومنتخب الولايات المتحدة تحت 23 سنة لكرة القدم. أما مع النوادي، فقد لعب مع دي.سي. يونايتد ونيو إنجلاند ريفولوشن وريتشموند كيكرز وNorthern Virginia FC ‏.

## وصلات خارجية
- دوغ ارين على موقع الدوري الأمريكي (الإنجليزية)
- دوغ ارين على موقع قاعدة بيانات كرة القدم.إي يو (الإنجليزية)